# Eudòxia Decapolitissa
Eudòxia Decapolitissa, en grec antic Εὐδοκία ἡ Δεκαπολίτισσα, va ser l'emperadriu consort de l'emperador romà d'Orient Miquel III l'Embriac, l'últim representant de la dinastia frígia.
Miquel III va pujar al tron l'any 842, quan només tenia dos anys. La seva mare Teodora i Teoctist, un alt funcionari, van governar l'imperi com a regents. L'any 855, Miquel III tenia 15 anys, i en aquesta època va conèixer Eudòxia Inguerina, que va convertir en la seva amant.
Teodora no aprovava aquesta relació i va organitzar una sèrie de trobades amb dones en edat de casar-se per trobar una núvia per al seu fill. Eudòxia Decapolitissa va ser una de les pretendentes que li van presentar al jove emperador. No es coneixen els seus orígens, encara que la seva família necessàriament devia tenir orígens nobles i una posició important a la cort. La mateixa Teodora havia estat escollida per la seva sogra Eufrosina en un concurs de núvies. Ella va triar la seva pròpia nora, i Miquel no va tenir l'opció de triar-la. Eudòxia Decapolitissa va ser escollida i es va convertir en emperadriu.
Sembla que Miquel va ignorar la seva nova esposa i continuava la seva aventura amb Inguerina. Es va produir un conflicte entre Miquel i els dos regents cap al novembre del 855. Miquel va organitzar l'assassinat de Teoctist i va treure Teodora de la regència. El seu oncle matern Bardes el va ajudar en el cop d'estat i els va substituir com a regent.
A principis del 856, Miquel III va fer tancar les seves germanes supervivents en un monestir. El 15 de març de 856, va desposseir Teodora del seu títol d'augusta. Se li va permetre viure al palau fins que va ser acusada de conspirar contra el seu fill l'any següent, i se la va obligar a unir-se a les seves filles com a monja l'agost o el setembre del 857.
No se sap quina va ser la sort d'Eudòxia durant aquests fets. Seguia sent l'esposa legal de Miquel III, però l'emperador continuava ignorant-la. Va mantenir el títol d'emperadriu fins que Miquel va ser assassinat per Basili l'any 867, el qual es va convertir en emperador. Basili no va perjudicar Eudòxia, que, vídua, va tornar amb la seva família i va desaparèixer dels registres històrics.